# Пэйдж, Сэмюэль
Сэмюэль Л. Эллиотт (англ. Samuel L. Elliott; 5 ноября 1976 года, Вайтфиш-Бэй, Висконсин, США) — американский актёр. Известен также под именами Сэм Пэйдж (англ. Sam Page), Сэмюэль Б. Эллиот (англ. Samuel B. Elliott), Сэм Эллиотт (англ. Sam Elliott) и Нэйтан Уоткинс (англ. Nathan Watkins).

## Биография
Сэмюэль Пэйдж родился в Вайтфиш-Бэй, штат Висконсин. В старшей школе Вайтфиш-Бэй играл в футбольной и бейсбольной командах. Учился в университете Принстона, где получил степень по экологии и эволюционной биологии.
В июне 2002 года журнал «People» включил актёра в список самых завидных холостяков года.
В 2008 году снялся в клипе «Yes We Can» на песню Will.i.am в рамках акции, поддерживающей кандидатуру Барака Обамы на президентских выборах.

## Карьера
Получив степень, Пэйдж занялся актёрством, несмотря на то, что у него практически не было опыта. «Я пришёл домой и сказал родителям, что еду в Голливуд, чтобы стать актёром».
Находясь в Лос-Анджелесе, Пэйдж снялся в нескольких сериалах — «Мужчины, женщины и их собаки», «ФАКультет», «Седьмое небо», «Лучшие», «Границы города» и др. Оказавшись в Нью-Йорке, в 2002 году Сэм получил роль Трея Кеньона в мыльной опере «Все мои дети».
Также у актёра появилась роль в шоу «Американские мечты». Параллельно он снялся в сериалах «C.S.I.: Место преступления — Майами» и «Странная наука». В 2005 году получил роль Джесси Паркер в мистическом сериале «Пойнт-Плезант». В 2006 году снялся в детективном сериале «Акула». Сыграл жениха, а позднее и мужа Джоан Холловэй, Грега Харриса, в «Безумцах» и в 2010 снялся в шестом сезоне сериала «Отчаянные домохозяйки», где играл внебрачного сына покойного Рекса Ван Де Кампа, пытающегося украсть компанию у Бри в исполнении Марсии Кросс.
В 2010 году появился в сериале «Сплетница» в роли молодого преподавателя колледжа Колина Форрестера, в которого влюбляется Серена. Колин — двоюродный брат Джульет Шарп (Кэти Кэссиди) и Бена Донована (Дэвид Колл).
В феврале 2011 года появился на обложке и страницах каталога серии Джея Крю. Кроме телевизионных ролей снялся в фильмах «Братство вампиров», «Тюрьма для мертвецов» и «Микро-мини-малыш». В июле 2011 года Сэм закончил съёмки в картине «Прощение», который был показан на фестивалях в октябре 2011 года.

## Фильмография

### Кино
| Кино | Кино                           | Кино                          | Кино            | Кино                                                                  |
| Год  | Название                       | В оригинале                   | Роль            | Примечания                                                            |
| ---- | ------------------------------ | ----------------------------- | --------------- | --------------------------------------------------------------------- |
| 2000 | Тюрьма для мертвецов           | Prison Of The Dead            | Кельвин         | сразу на видео роль второго плана                                     |
| 2001 | Микро-мини-малыш               | Microscopic Boy               | Блейк           | сразу на видео роль второго плана в титрах указан как Сэмюэль Эллиотт |
| 2001 | Братство вампиров              | The Brotherhood               | Крис Чендлер    | сразу на видео главная роль в титрах указан как Нэйтан Уоткинс        |
| 2005 | Похищенная                     | Wish You Were Here            | Дэвид Дансмор   | главная роль                                                          |
| 2005 | Жестокий мир                   | Cruel World                   | Дэниэл Андерсон | роль второго плана                                                    |
| 2009 | Золотая дверь                  | Falling Up                    | Бак             | роль второго плана                                                    |
| 2009 | Рабыня                         | Slave                         | Дэвид Дансмор   | главная роль                                                          |
| 2011 | 10 лет спустя                  | Ten Year                      | Маркон          | эпизодическая роль                                                    |
| 2011 | Прощение                       | Valediction                   | Майлз Томас     | короткометражный фильм                                                |
| 2011 | Звёздная удача                 | Starsucker                    | Пит Тамп        | короткометражный фильм                                                |
| 2011 | Прощальная вечеринка           | A Proper Send-Off             | Пол             | короткометражный фильм                                                |
| 2017 | Идеальный подарок на рождество | The Perfect Christmas Present | Том             | главная роль                                                          |
| 2017 | Королевский новый год          | A Royal New Year's Eve        | Джефри          | главная роль                                                          |

### Телевидение
| Кино        | Кино                                | Кино                          | Кино                 | Кино                |
| Год         | Название                            | В оригинале                   | Роль                 | Примечания          |
| ----------- | ----------------------------------- | ----------------------------- | -------------------- | ------------------- |
| 1999        | Лучшие                              | Popular                       | Мальчик              | 3 эпизода           |
| 1999—2000   | Седьмые небеса                      | 7th Heaven                    | Бред Ландерс         | 3 эпизода           |
| 2000        | ФАКультет                           | Undressed                     | Сэм                  | н/д                 |
| 2001        | Мужчины, женщины и их собаки        | Men, Women & Dogs             | Том                  | 1 эпизод            |
| 2002—2003   | Все мои дети                        | All My Children               | Джеймс «Трей» Кеньон | 5 эпизодов          |
| 2003—2004   | Американские мечты                  | American Dreams               | Дрю Мендэлл          | 12 эпизодов         |
| 2005        | C.S.I.: Место преступления Майами   | CSI: Miami                    | Джефф Маршалл        | 1 эпизод            |
| 2005—2006   | Пойнт-Плезант                       | Point Pleasant                | Джесси Паркер        | 13 эпизодов         |
| 2006        | Непристойное великолепие            | Filthy Gorgeous               | Зак                  | телевизионный фильм |
| 2006—2007   | Акула                               | Shark                         | Кейси Вудлэнд        | 22 эпизода          |
| 2008        | Финишная черта                      | Finish Line                   | Митч Кампонелла      | телевизионный фильм |
| 2008        | Вымышленные стервы                  | Imaginary Bitches             | Райли                | 1 эпизод            |
| 2008—2012   | Безумцы                             | Mad Men                       | Доктор Грег Харрис   | 9 эпизодов          |
| 2009        | Мелроуз-Плейс                       | Melrose Place                 | Виктор               | 1 эпизодe           |
| 2009        | C.S.I.: Место преступления Нью-Йорк | CSI: NY                       | Лиам Конновер        | 1 эпизод            |
| 2010        | Отчаянные домохозяйки               | Desperate Housewives          | Сэм Аллен            | 7 эпизодов          |
| 2010        | 15 минут                            | 15 Minutes                    | Бобби                | телевизионный фильм |
| 2010        | Университет                         | Greek                         | Джоэль               | 4 эпизода           |
| 2010        | Событие                             | The Event                     | Рик                  | 1 эпизод            |
| 2010        | Сплетница                           | Gossip Girl                   | Коллин Форрестер     | 4 эпизода           |
| 2010        | Касл                                | Castle                        | Брайан Эллиотт       | 1 эпизод            |
| 2011        | Обмани меня                         | Lie To Me                     | Джордж Уокер         | 1 эпизод            |
| 2011        | Пачелли                             | The Pacellis                  | Денни Минапейс       | 1 эпизод            |
| 2011        | Всю ночь напролёт                   | Up All Night                  | Доктор Годдард       | 1 эпизод            |
| 2011        | Энни Клаус едет в город             | Annie Claus Is Coming To Town | Тэд                  | телевизионный фильм |
| 2012        | Их перепутали в роддоме             | Switched At Birth             | Крэйг Тибб           | 8 эпизодов          |
| 2012        | Последняя надежда                   | Last Resort                   | Брат Кайли           | 1 эпизод            |
| 2012        | Список клиентов                     | The Client List               | Ти Джей Бросвелл     |                     |
| 2012        | Вымышленный друг                    | Imaginary Friend              | Роберт               | телевизионный фильм |
| 2013        | Во тьме                             | In The Dark                   | Джефф                | телевизионный фильм |
| 2013        | Скандал                             | Scandal                       | Уилл Колдуэлл        | 1 эпизод            |
| 2017 — 2021 | Жирным шрифтом                      | The Bold Type                 | Ричард Хантер        | 42 эпизода          |
| 2022        | Анатомия страсти                    | Grey's Anatomy                | Сэм Саттон           | 4 эпизода           |